# CLOSE (バンド)
CLOSE（クローズ）は、日本のヴィジュアル系ロックバンド。

## メンバー
- NAOHIRO（ボーカル）

バンド「御剣-Mitsurugi-」と並行して活動。
- Kouji（ギター）
- Kenji（ギター）
- Takeshi（ベース）
- Ryohei（ドラムス）

## 概要
1996年1月結成。1998年インディーズ1stアルバム『For you...』をリリース後、精力的な活動を展開。
1999年2月に東芝EMIからシングル『Tomorrow』でメジャー・デビュー。同レーベルから5枚のシングルと1枚のアルバムを発表したが、2001年1月14日に解散。
2021年1月14日、再始動。
2023年10月25日、ダブルAサイド・シングル「BLUE BURST/憂」をリリース。

## ディスコグラフィ

### ビデオ/DVD

#### ライブDVD
- STARS+1.1（2021年12月25日/MSRD-002）

## タイアップ一覧
| 使用年 | 曲名             | タイアップ                                                   |
| ------ | ---------------- | ------------------------------------------------------------ |
| 1999年 | Tomorrow         | テレビ東京系『東京DAYS@』オープニングテーマ                  |
| 1999年 | Tomorrow         | 代々木アニメーション学院イメージソング                       |
| 1999年 | I believe        | 代々木アニメーション学院イメージソング                       |
| 1999年 | I believe        | 日本テレビ系『恋のチューンネップ』エンディングテーマ         |
| 1999年 | Love you         | 日本テレビ系『恋のチューンネップ』エンディングテーマ         |
| 1999年 | Love you         | 代々木アニメーション学院イメージソング                       |
| 1999年 | Sweet            | WOWOW『'99全仏オープンテニス』エンディングテーマ             |
| 2000年 | 理性-no Control- | 東海テレビ系『年の差バトル!言い分vsEぶん』エンディングテーマ |